# NK Vrčevo Glavica
NŠK Vrčevo je hrvatski nogometni klub iz Glavice. U sezoni 2019./20. se natječe u 2. ŽNL Zadarska.

## Klub
Klub je osnovan 31. srpnja 1994. godine zahvaljujući mještanima Glavice i Raštana Donjih.  
Uz pomoć mještana Glavice klub izgrađuje mjesno igralište Drežlovac. Klub je dobio ime po brdu Vrčevu koje se nalazi u Glavici. 

## Vanjske poveznice
- Broj 1 - Nogometni savez Zadarske županije[neaktivna poveznica]